# Arondismentul Mâcon
Arondismentul Mâcon (în franceză Arrondissement de Mâcon) este un arondisment din departamentul Saône-et-Loire, regiunea Bourgogne, Franța.

## Subdiviziuni

### Cantoane
- Cantonul La Chapelle-de-Guinchay
- Cantonul Cluny
- Cantonul Lugny
- Cantonul Mâcon-Centre
- Cantonul Mâcon-Nord
- Cantonul Mâcon-Sud
- Cantonul Matour
- Cantonul Saint-Gengoux-le-National
- Cantonul Tournus
- Cantonul Tramayes

### Comune
| 1. Ameugny (71007)                        | 2. Azé (71016)                        | 3. Bergesserin (71030)                   | 4. Berzé-la-Ville (71032)               |
| 5. Berzé-le-Châtel (71031)                | 6. Bissy-la-Mâconnaise (71035)        | 7. Bissy-sous-Uxelles (71036)            | 8. Blanot (71039)                       |
| 9. Bonnay (71042)                         | 10. Bourgvilain (71050)               | 11. Brandon (71055)                      | 12. Bray (71057)                        |
| 13. Buffières (71065)                     | 14. Burgy (71066)                     | 15. Burnand (71067)                      | 16. Burzy (71068)                       |
| 17. Bussières (71069)                     | 18. Chaintré (71074)                  | 19. Chapaize (71087)                     | 20. La Chapelle-de-Guinchay (71090)     |
| 21. La Chapelle-du-Mont-de-France (71091) | 22. La Chapelle-sous-Brancion (71094) | 23. Charbonnières (71099)                | 24. Chardonnay (71100)                  |
| 25. Charnay-lès-Mâcon (71105)             | 26. Chasselas (71108)                 | 27. Chevagny-les-Chevrières (71126)      | 28. Chissey-lès-Mâcon (71130)           |
| 29. Chânes (71084)                        | 30. Château (71112)                   | 31. Chérizet (71125)                     | 32. Clermain (71134)                    |
| 33. Clessé (71135)                        | 34. Cluny (71137)                     | 35. Cormatin (71145)                     | 36. Cortambert (71146)                  |
| 37. Cortevaix (71147)                     | 38. Cruzille (71156)                  | 39. Crêches-sur-Saône (71150)            | 40. Curtil-sous-Buffières (71163)       |
| 41. Curtil-sous-Burnand (71164)           | 42. Davayé (71169)                    | 43. Dompierre-les-Ormes (71178)          | 44. Donzy-le-National (71180)           |
| 45. Donzy-le-Pertuis (71181)              | 46. Farges-lès-Mâcon (71195)          | 47. Flagy (71199)                        | 48. Fleurville (71591)                  |
| 49. Fuissé (71210)                        | 50. Germolles-sur-Grosne (71217)      | 51. Grevilly (71226)                     | 52. Hurigny (71235)                     |
| 53. Igé (71236)                           | 54. Jalogny (71240)                   | 55. Lacrost (71248)                      | 56. Laizé (71250)                       |
| 57. Leynes (71258)                        | 58. Lournand (71264)                  | 59. Lugny (71267)                        | 60. Malay (71272)                       |
| 61. Martailly-lès-Brancion (71284)        | 62. Massilly (71287)                  | 63. Massy (71288)                        | 64. Matour (71289)                      |
| 65. Mazille (71290)                       | 66. Milly-Lamartine (71299)           | 67. Montagny-sur-Grosne (71304)          | 68. Montbellet (71305)                  |
| 69. Montmelard (71316)                    | 70. Mâcon (71270)                     | 71. Ozenay (71338)                       | 72. Passy (71344)                       |
| 73. Pierreclos (71350)                    | 74. Plottes (71353)                   | 75. Prissé (71360)                       | 76. Pruzilly (71362)                    |
| 77. Préty (71359)                         | 78. Péronne (71345)                   | 79. Ratenelle (71366)                    | 80. La Roche-Vineuse (71371)            |
| 81. Romanèche-Thorins (71372)             | 82. Romenay (71373)                   | 83. Royer (71377)                        | 84. Sailly (71381)                      |
| 85. Saint-Albain (71383)                  | 86. Saint-Amour-Bellevue (71385)      | 87. Saint-André-le-Désert (71387)        | 88. Saint-Gengoux-de-Scissé (71416)     |
| 89. Saint-Gengoux-le-National (71417)     | 90. Saint-Huruge (71427)              | 91. Saint-Léger-sous-la-Bussière (71441) | 92. Saint-Martin-Belle-Roche (71448)    |
| 93. Saint-Maurice-de-Satonnay (71460)     | 94. Saint-Pierre-le-Vieux (71469)     | 95. Saint-Point (71470)                  | 96. Saint-Symphorien-d'Ancelles (71481) |
| 97. Saint-Vincent-des-Prés (71488)        | 98. Saint-Vérand (71487)              | 99. Saint-Ythaire (71492)                | 100. Sainte-Cécile (71397)              |
| 101. La Salle (71494)                     | 102. Salornay-sur-Guye (71495)        | 103. Sancé (71497)                       | 104. Savigny-sur-Grosne (71507)         |
| 105. Senozan (71513)                      | 106. Serrières (71518)                | 107. Sigy-le-Châtel (71521)              | 108. Sologny (71525)                    |
| 109. Solutré-Pouilly (71526)              | 110. Taizé (71532)                    | 111. Tournus (71543)                     | 112. Tramayes (71545)                   |
| 113. Trambly (71546)                      | 114. Trivy (71547)                    | 115. La Truchère (71549)                 | 116. Uchizy (71550)                     |
| 117. Varennes-lès-Mâcon (71556)           | 118. Vergisson (71567)                | 119. Verzé (71574)                       | 120. Le Villars (71576)                 |
| 121. La Vineuse (71582)                   | 122. Vinzelles (71583)                | 123. Viré (71584)                        | 124. Vitry-lès-Cluny (71587)            |